# Mandali
Mandali (in arabo مندلي‎?, in curdo Mendelî ,مەندەلی‎) è una città nel distretto di Balad Ruz, nel governatorato di Diyala in Iraq, non lontano dal confine iraniano. La città ha sperimentato l'arabizzazione sotto la dittatura di Saddam Hussein e ha una popolazione mista curda e araba. Il governo di Mandali è conteso tra il governo federale iracheno e la regione autonoma del Kurdistan.
Mandali è nota per i suoi frutteti di palme e datteri.

## Storia
La regione di Mandali si trova in un'area che avrebbe visto un intenso traffico durante il periodo protostorico della Mesopotamia. Ne sono testimonianza siti archeologici come Choga Mami, un grande villaggio del periodo di Samarra che data di circa 6000 anni circa prima di Cristo.
L'antico nome di Mandali era Bendink, che era la capitale del principato curdo Bani Ammz. I curdi costituivano il 50% della popolazione nel 1947 ed erano maggioranza per tutti gli anni cinquanta. Circa 4 000 famiglie curde furono deportate o fuggirono dalla città dopo il crollo del movimento curdo nel 1975. Dopo la Seconda guerra del Golfo, le truppe USA hanno forzato i dirigenti arabi a cedere parte del controllo dell'amministrazione ai curdi, facendo in modo che molte delle famiglie che erano state deportate in passato, sono rientrate nel territorio del governorato al quale appartiene Mandali.
Nel settembre del 1980, durante la guerra Iran-Iraq, la città venne attaccata dalle forze iraniane, assieme ad altri villaggi vicini. Vi fu un'ondata di emigrazione e la popolazione della città è scesa dai  25 656 abitanti nel 1977 a 8 092 nel 1987. Un decreto istituì il distretto di Baladruz nel 1987 a cui venne annessa Mandali.
Essendo situata nelle vicinanze del mercato di frontiera di Soumar, nella provincia iraniana di Kermanshah, l'economia di Mandali gode degli scambi commerciali con l'Iran, benché questi punti di passaggio siano sovente sotto il controllo di bande paramilitari.